# Nikischplatz
Der Nikischplatz liegt in der Inneren Westvorstadt von Leipzig. Er wurde 1922 nach dem Dirigenten Arthur Nikisch (1855–1922) benannt, der von 1906 bis zu seinem Tode in der Thomasiusstraße 28 wohnte, einem Eckhaus des Platzes, welches den Beinamen „Märchenhaus“ hatte. Die Platzanlage steht unter Denkmalschutz.

## Beschreibung

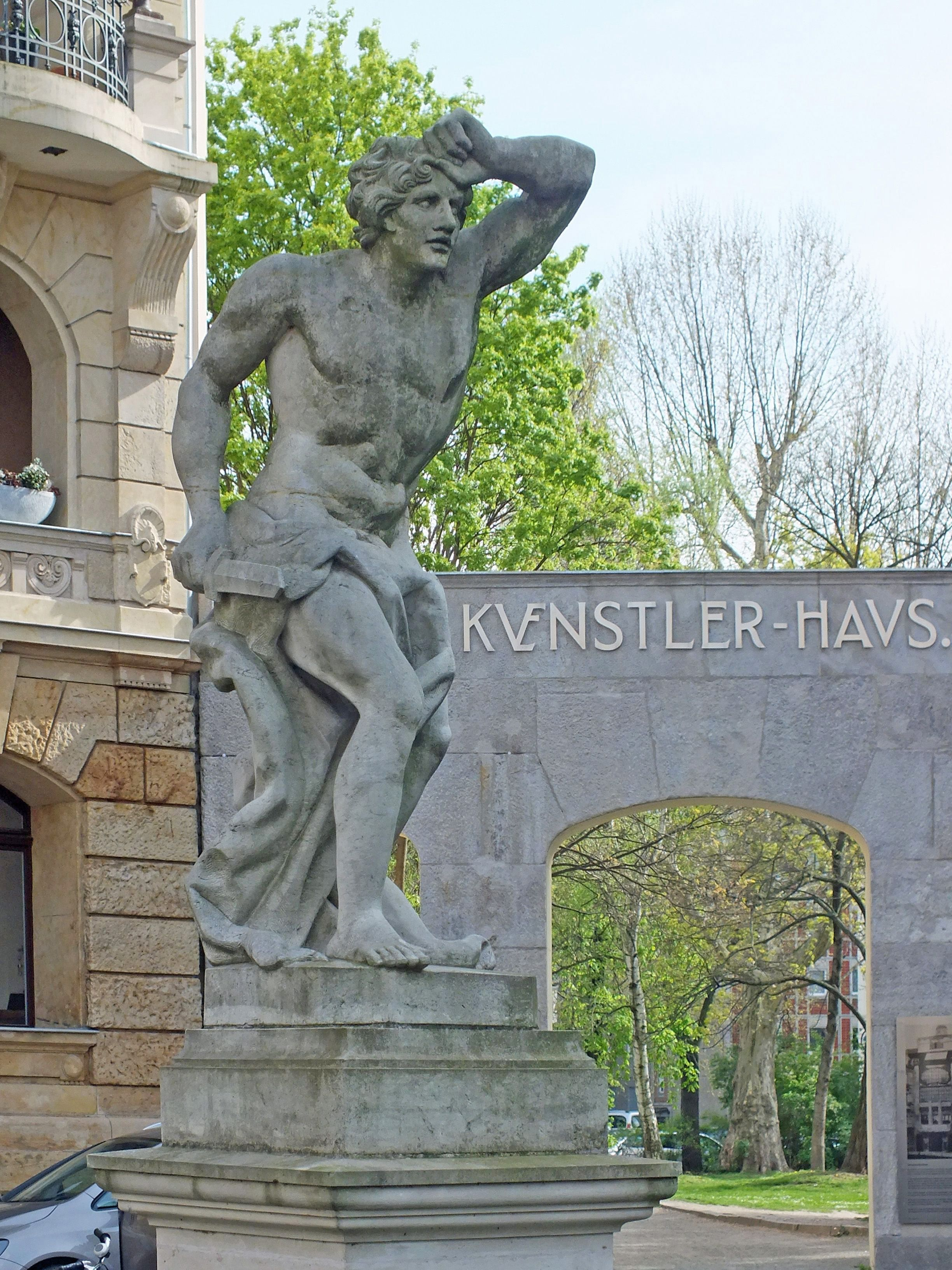
Fechterfigur und Tor des Künstlerhauses (2014)

Der Nikischplatz ist ein umbautes Rechteck von etwa 60 m Länge und 35 m Breite an der Ecke von Bose- und Thomasiusstraße, die hier beide jeweils enden. Die Längsausdehnung des Platzes verläuft von Nordwest nach Südost. Eine Fahrstraße mit Parkmöglichkeiten führt um ein längliches, abgerundetes, mit niedrigem Metallzaun eingefasstes Grünflächenfeld, an dessen Enden zwei barocke Fechterfiguren sich entfernt gegenüberstehen. Den Platz zieren weiter vier Schinkelleuchten.
Umstanden wird der Nikischplatz im Süden von drei sanierten, unter Denkmalschutz stehenden Altbauten und im Norden von Plattenbauten aus den 1980er Jahren. An der Südecke bleibt zwischen den Altbauten eine Lücke von achteinhalb Metern, die von einem Tor mit drei Durchgängen ausgefüllt wird. Es ist das Tor des Künstlerhauses, das ehemals hier stand. Durch das Tor führt ein Fußweg zur Zentralstraße. Vor dem Neubaublock an der Nordecke steht seit 1997 ein Gedenkstein für Arthur Nikisch.

## Geschichte
Wegen des sumpfigen und überschwemmungsgefährdeten Bereichs an der Weißes Elster im Westen des alten Leipzig entwickelten sich die Vorstädte vornehmlich nach Osten und Süden. Im Westen und Norden entstanden repräsentative Gartenanlagen, so auch ab 1692 der Kleinbosische Garten des Ratsherren Georg Bose (1650–1700). Dieser blieb bis etwa 1760 in Familienbesitz.

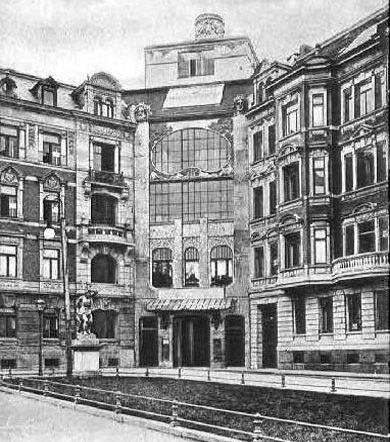
Das Künstlerhaus (1902)

Nach mehreren Besitzerwechseln und Verwüstungen durch die Völkerschlacht kam der Garten 1829 in den Besitz des Klavierhändlers Christian Friedrich Lehmann und hieß nun Lehmanns Garten. 1835 wurde über die Länge des Gartens ein vierstöckiges Mietshaus, das sogenannte Lange Haus, errichtet und das Gelände davor in Mietgärten zerteilt.

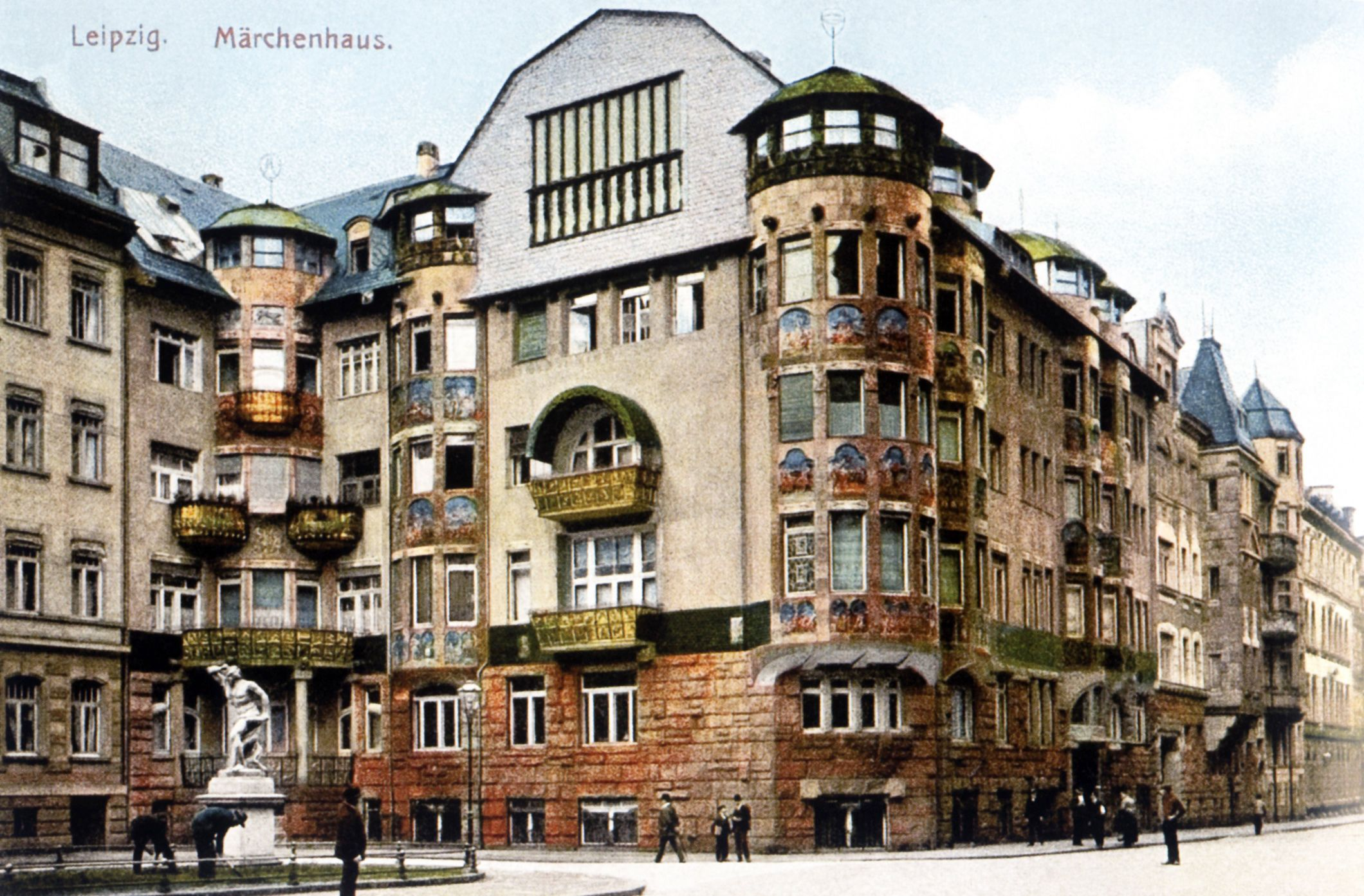
Das „Märchenhaus“ (um 1910)

1880 erwarb die Leipziger Immobiliengesellschaft einen Großteil von Lehmanns Garten und begann mit dessen Bebauung, der auch das Lange Haus weichen musste. Im hinteren Teil legte sie einen Schmuckplatz an, auf dem zwei Fechterfiguren aus dem Kleinbosischen Garten aufgestellt wurden und der nach und nach mit hochwertigen Mietshäusern umbaut wurde. An der Südecke kaufte der Leipziger Kunstverein ein Grundstück, das nur eine Front von 8,5 m Breite zum Platz besaß und sich deshalb nicht für ein Wohnhaus eignete. Hier erbaute der Verein in den Jahren 1899/1900 sein Vereinshaus in reinem Jugendstil, das Künstlerhaus. Von da an wurde der Platz auch Platz am Künstlerhaus genannt während die am Platz stehenden Häuser offiziell zu den angrenzenden Straßen gerechnet und in deren Folge auch nummeriert wurden. Erst mit der Benennung zum Nikischplatz 1922 erhielten sie zum Platz gehörige Nummern.
Seine bauliche Vollendung fand der Platz 1905/1906 mit der Errichtung eines Wohnhauses an der Nordwestecke (Thomasiusstraße 28) mit zahlreichen bildlichen Darstellungen auf Keramikplatten, das bald „Märchenhaus“ genannt wurde, obwohl keine Märchen dargestellt waren.
Beim Luftangriff auf Leipzig vom 4. Dezember 1943 wurden das Künstlerhaus, das Märchenhaus und das Eckhaus Thomasius-/Bosestraße zerstört. Nach Beseitigung der Trümmer blieben die Grundstücke bis über die Mitte der 1980er Jahre unbebaut. Ende der 1980er Jahre erfolgte die Lückenschließung durch Plattenbauten der WBS-70-Serie, die durch die Verwendung von Steildächern dem Charakter der umgebenden Altbauten etwas angepasst wurden. 1992 wurden die beiden Fechterfiguren durch Kopien des Leipziger Bildhauers Markus Gläser (* 1960) ersetzt. Die Altbauten sind inzwischen umfassend saniert. Vom Künstlerhaus blieb jedoch nur das Tor.